# Gaultheria schultesii
Gaultheria schultesii är en ljungväxtart som beskrevs av Camp. Gaultheria schultesii ingår i släktet Gaultheria och familjen ljungväxter. Inga underarter finns listade i Catalogue of Life.